# Wybory parlamentarne w Wolnym Mieście Gdańsku w 1933 roku

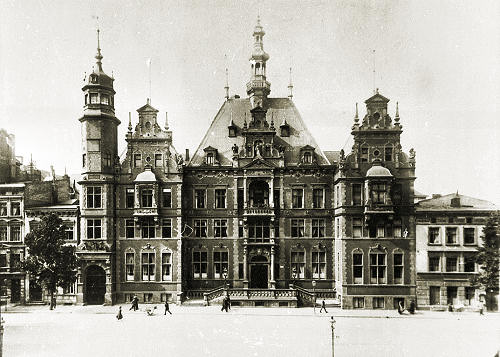
Budynek Volkstagu

Wybory parlamentarne w Wolnym Mieście Gdańsku w 1933 roku – zostały przeprowadzone 28 maja po tym, jak w marcu tego roku prezydent Senatu Ernst Ziehm przedwcześnie rozwiązał Senat Wolnego Miasta Gdańska. Były to piąte (przedostatnie) wybory parlamentarne do Volkstagu. Wybory wygrało NSDAP, zdobywając 38 z 72 mandatów (prawie 53%).

## Tło wyborów

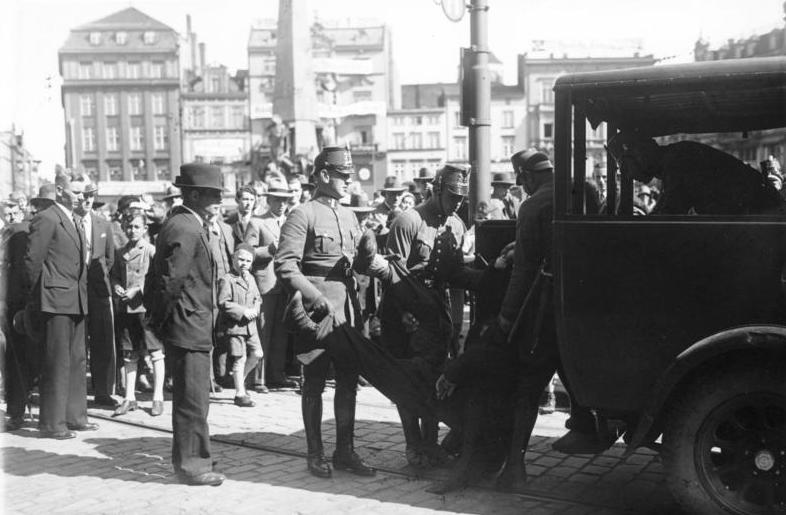
Policja zatrzymuje osobę zakłócająca porządek w trakcie wyborów

Wybory w Wolnym Mieście Gdańsku odbyły się niecałe trzy miesiące po marcowych wyborach parlamentarnych w Niemczech, w których wygrało NSDAP, a kanclerzem Niemiec został Adolf Hitler. Wybory, mimo zapewnień władz Wolnego Miasta Gdańsk o „zachowaniu warunków całkowitej wolności”, odbyły się w atmosferze nagonki na mniejszości narodowe − głównie Żydów.
Już po wyborach parlamentarnych 1930 roku nazistowscy działacze, którzy stanowili drugą siłę w parlamencie, zaczęli przejmować coraz więcej stanowisk, przy czym coraz mocniej szykanowano komunistów, socjaldemokratów, Polaków i Żydów. Jednakże 2 października 1932 NSDAP przeszło do opozycji, co nie przeszkadzało w organizowaniu prywatnych wizyt niemieckich działaczy narodowosocjalistycznych. Ze względu na zagrożenie komunizmem działania te były tolerowane przez przedstawicieli władz Wolnego Miasta Gdańska. Jednocześnie dochodziło do akcji antyniemieckich, w tym zarówno propolskich jak i głoszących separacje od obu państw. Część mieszkańców Wolnego Miasta Gdańska nie interesowała się polityką i nie opowiadała się po żadnej stronie, co powodowało wrogą reakcję wszystkich zaangażowanych stron, a szczególnie zwolenników integracji z Niemcami.
Minister Spraw Zagranicznych Polski Józef Beck oświadczył, iż wybory to wewnętrzna sprawa Wolnego Miasta, więc rząd Polski nie będzie się w nie ingerował. Również nowy rząd w Berlinie uznał za ważniejsze wewnętrzne sprawy Niemiec, niż angażowanie się w wewnętrzne sprawy Gdańska.

## Termin wyborów
Wybory w 1933 roku odbyły się 28 maja, po przedwczesnym rozwiązaniu parlamentu, choć zgodnie z konstytucją (Art 9.) miały być przeprowadzane co 4 lata, w którąś z listopadowych niedziel:

Volkstag wybierany jest na czteroletnią kadencję. Wybory odbywają się w jedną z niedziel listopada. Kadencja biegnie od 1-go stycznia roku następnego po wyborach. Szczegóły reguluje prawo wyborcze.

Należy zaznaczyć, że także do tej pory wybory odbywały się mniej więcej co 3 lata ze względu na małą stabilność władz. 

## Wyniki wyborów

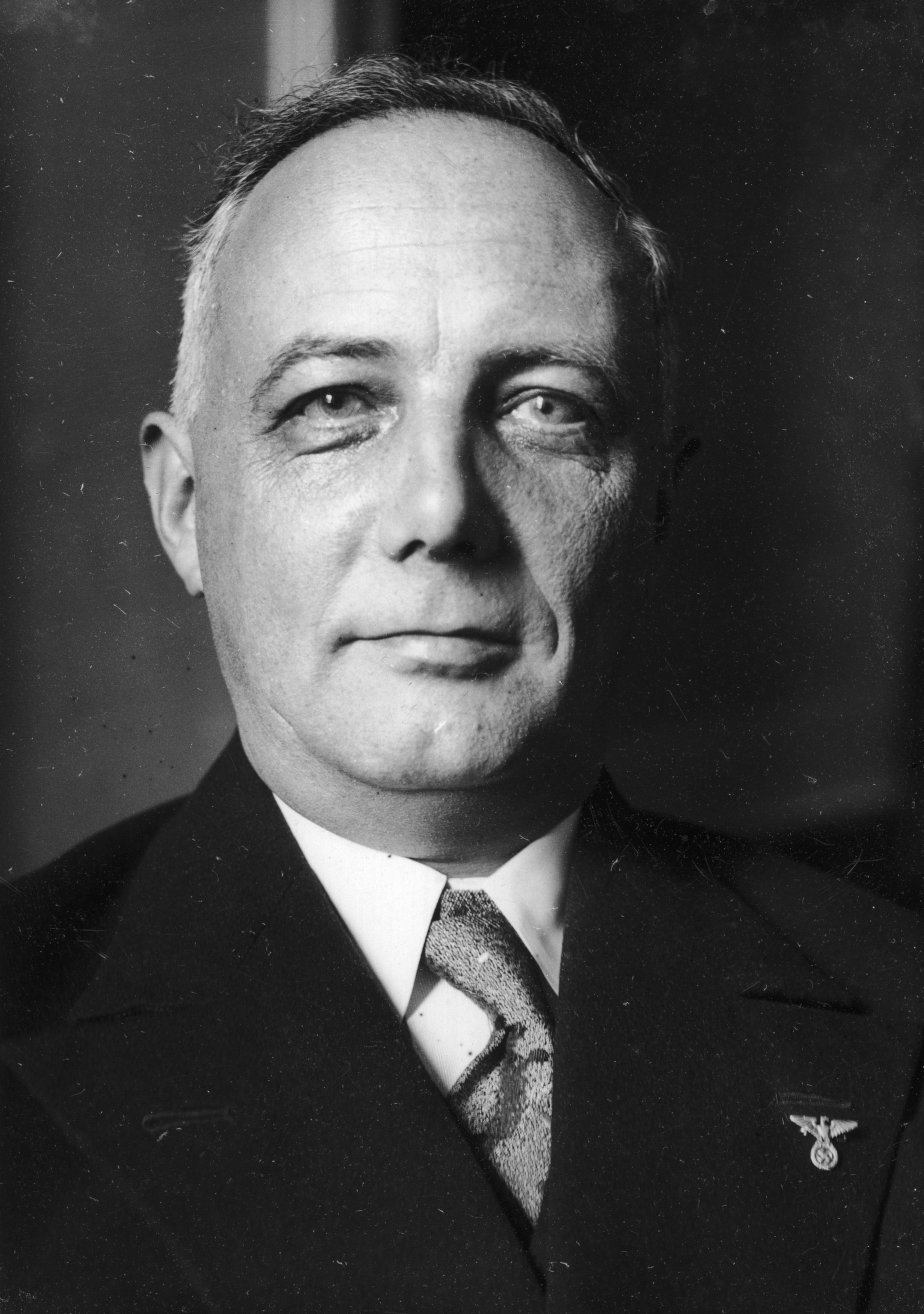
Hermann Rauschning

Wybory wygrała NSDAP, która jako jedyne ugrupowanie zdobyło lepszy wynik wyborczy niż w 1930. Do Volkstagu weszli przedstawiciele 7 list, w tym dwóch z list polskich. NSDAP wygrało głównie w powiatach wiejskich, natomiast w samym Gdańsku preferencje wyborcze dla wszystkich gdańskich partii były podobne.
Zestawienie wyników:
|  | Komitet wyborczy                  | Głosy  | Mandaty (zmiana) | Mandaty (zmiana) | % mandatów |
|  | --------------------------------- | ------ | ---------------- | ---------------- | ---------- |
|  | NSDAP                             | 107331 | 38               | +26              | 52,78%     |
|  | SDP                               | 37882  | 13               | -6               | 18,06%     |
|  | Partia Centrum                    | 31336  | 10               | -1               | 13,89%     |
|  | KPD                               | 14566  | 5                | -2               | 6,94%      |
|  | DNVP                              | 13596  | 4                | -6               | 5,56%      |
|  | Polacy                            | 4358   | 1                | -1               | 1,39%      |
|  | Polska Lista Doktora Moczyńskiego | 2385   | 1                | +1               | 1,39%      |

## Sytuacja po wyborach
Prezydentem senatu został Hermann Rauschning (NSDAP). Rząd Wolnego Miasta Gdańsk okazał się znacznie mniej antypolski, niż zapowiadano. Dodatkowo stabilny rząd większościowy spowodował stabilizację wewnętrzną. Z drugiej strony nadal odbywały się akcje przeciwko mniejszościom narodowym, które jednak nie były organizowane przez działaczy NSDAP. W 1934 rozpoczął się jednak kryzys polityczny, który spowodował, iż Hermann Rausching 23 listopada 1934 roku podał się do dymisji i latem 1935 roku uciekł do Polski. Nowym prezydentem został mający poglądy nazistowskie i proniemieckie Arthur Greiser, co spowodowało antypolską politykę władz Wolnego Miasta Gdańska.